# قریب‌لی (آق‌داش)
قریب‌لی (به لاتین: Qəribli) یک منطقه مسکونی در جمهوری آذربایجان است که در شهرستان آق‌داش واقع شده است. قریب‌لی ۹۶۹ نفر جمعیت دارد.